# Chuyện hai chiếc bình
Chuyện hai chiếc bình là tên gọi bộ phim hoạt hình 3D đầu tiên của Điện ảnh Việt Nam.

## Nội dung
Chuyện phim xoay quanh xung đột giữa chiếc bình vàng và chiếc bình gốm trong quá trình đấu tranh đi tìm chân giá trị của cái đẹp, cách ứng xử với nhau trong hoạn nạn. Đó là bài học sâu sắc về giá trị đích thực của cuộc sống, sự tồn tại, nhiều khi phải rất lâu - rất lâu sau mới được nhìn nhận…